# Bukit Batak
Bukit Batak är ett berg i Indonesien.   Det ligger i provinsen Aceh, i den västra delen av landet, 1 600 km nordväst om huvudstaden Jakarta. Toppen på Bukit Batak är 94 meter över havet.
Terrängen runt Bukit Batak är kuperad åt sydväst, men åt nordost är den platt. Terrängen runt Bukit Batak sluttar österut. Runt Bukit Batak är det glesbefolkat, med 16 invånare per kvadratkilometer. I omgivningarna runt Bukit Batak växer i huvudsak städsegrön lövskog.